# Greatest Hits 1970–1978
Greatest Hits 1970–1978 je výběr největších hitů skupiny Black Sabbath z období let 1970–1978. Jde o výběr z tvorby z tzv. první/Ozzyho éry.

## Seznam skladeb
1. „Black Sabbath“ – 6:16 (Black Sabbath)
2. „N.I.B.“ – 5:22 (Black Sabbath)
3. „The Wizard“ – 4:20 (Black Sabbath)
4. „War Pigs“ – 7:54 (Paranoid)
5. „Paranoid“ – 2:48 (Paranoid)
6. „Iron Man“ – 3:29 (Paranoid)
7. „Sweet Leaf“ – 5:03 (Master of Reality)
8. „Children of the Grave“ – 5:15 (Master of Reality)
9. „Changes“ – 4:43 (Black Sabbath, Vol. 4)
10. „Snowblind“ – 5:27 (Black Sabbath, Vol. 4)
11. „Supernaut“ – 4:41 (Black Sabbath, Vol. 4)
12. „Sabbath Bloody Sabbath“ – 5:42 (Sabbath Bloody Sabbath)
13. „Hole in the Sky“ – 4:01 (Sabotage)
14. „Rock 'n' Roll Doctor“ – 3:26 (Technical Ecstasy)
15. „Never Say Die“ – 3:48 (Never Say Die!)
16. „Dirty Women“ – 7:13 (Technical Ecstasy)

## Sestava
- Ozzy Osbourne – zpěv
- Tony Iommi – kytara
- Geezer Butler – baskytara
- Bill Ward – bicí